# Партизанский отряд имени Цвятко Радойнова
Партизанский отряд имени Цвятко Радойнова (болг. Партизански отряд „Цвятко Радойнов“) — подразделение Народно-освободительной повстанческой армии Болгарии, находившееся в ведении 5-й Старозагорской повстанческой оперативной зоны. Отряд действовал в районе Казанлыка.

## История
Отряд был образован в июне 1944 года в районе Казанлыка. Получил название в честь руководителя Центральной военной комиссии БКП, советского разведчика и организатора антифашистского сопротивления Цвятко Радойнова. Командиром отряда был назначен Тодор Чернев, комиссаром — Георгий Михайлов.
В мае 1944 года отряд вошёл в состав партизанской бригады имени Георгия Димитрова. В августе того же года вёл бои в районе Крына против наступавших правительственных сил.
9 сентября 1944 года участвовал в установлении власти Отечественного фронта в Казанлыке и окрестностях.